# Ludmila Ruoso
Ludmila Ruoso est une actrice française, notamment active dans le doublage.

## Filmographie

### Cinéma

#### Longs métrages
- 2001 : Quand tu descendras du ciel de Éric Guirado : Marthe[1]
- 2004 : Sauf le respect que je vous dois de Fabienne Godet : Anna
- 2007 : L'Histoire de Richard O. de Damien Odoul : la petite amie de Richard
- 2007 : Le Fils de l'épicier de Éric Guirado : Sophie
- 2007 : Mon fils à moi de Martial Fougeron : la femme policier
- 2008 : L'Autre de Pierre Trividic : la jeune fille
- 2008 : Rodeo
- 2011 : Possessions de Éric Guirado : Sabrina

#### Courts métrages
- 2002 : Le Joug de Damien Odoul
- 2003 : Nue comme un verre de Corto Fajal : Marie
- 2007 : Goliath de Carole Fontaine : la femme flic
- 2008 : Solitaire de Anne Zinn-Justin
- 2014 : In vivo de Anne Zinn-Justin : Helène
- 2020 : Sandier de Michael Chereau : la maman

### Télévision

#### Téléfilms
- 2004 : Je serai toujours près de toi de Claudio Tonetti : la secrétaire d'une agence
- 2009 : La Marquise des ombres de Édouard Niermans : la femme
- 2020 : Morts à l'aveugle de Julien Aubert : Nirvelli

#### Séries télévisées
- 2004 : Julie Lescaut : la secrétaire dans une association
- 2004 : Alex Santana, négociateur : Leila
- 2006 : Mademoiselle Joubert : la jeune femme
- 2006 : Turbulences : Marilou
- 2008 : Hard : la Voisine Sophie
- 2010 : RIS police scientifique : Sylvie Walkowitz
- 2010 : Un flic : la directrice de prison
- 2011 : Section de recherches : la mère de Marie
- 2012 : Famille d'accueil : Caroline Davy

## Doublage

### Cinéma

#### Films
- Mía Maestro dans :
  - Frida (2003) : Cristina Kahlo
  - Carnets de voyage (2003) : Chichina Ferreyra
  - Twilight, chapitre IV : Révélation (2011) : Carmen Denali
  - Twilight, chapitre V : Révélation (2012) : Carmen Denali
- Sheri Moon Zombie dans :
  - Halloween (2007) : Deborah Myers
  - Halloween 2 (2009) : Deborah Myers
  - The Munsters (2022) : Lily Munster
- Naomi Watts dans :
  - Fair Game (2010) : Valerie Plame
  - Diana (2013) : Diana Spencer[2]
- Marley Shelton dans :
  - Planète Terreur (2007) : Dr Dakota Block
  - Boulevard de la mort (2007) : Dr Dakota Block
- Jacinda Barrett dans :
  - Bridget Jones : L'Âge de raison (2004) : Rebecca
  - Un nom pour un autre (2006) : Maxine Ratliff
- Anne Hathaway dans :
  - Le Secret de Brokeback Mountain (2005) : Lureen Newsome Twist
  - Dark Waters (2019) : Sarah Bilott
- Alexandra Maria Lara dans : 
  - Geostorm (2017) : Ute Fassbinder
  - The King's Man : Première Mission (2021) : Emily Oxford
- 2003 : Un duplex pour trois : Céline (Amber Valletta)
- 2003 : Confessions d'un homme dangereux : la jeune femme (Krista Allen)
- 2005 : Cursed : Joanie (Judy Greer)
- 2005 : Animal : Justine Keller (Emma Griffiths Malin)
- 2005 : La Vérité nue : Bonnie Trout (Sonja Bennett)
- 2006 : Skinwalkers : Sonja (Natassia Malthe)
- 2007 : The Mist : Steff Drayton (Kelly Collins Lintz)
- 2007 : Hors jeu :
- 2007 : Lust, Caution : Ma Tai Tai (Yan Su)
- 2008 : The Reader : Marthe (Karoline Herfurth)
- 2008 : En quarantaine : Kathy (Marin Hinkle)
- 2009 : Good Morning England : Desiree (Gemma Arterton)
- 2009 : La prima linea : Loredana Biancamano (Lucia Mascino)
- 2009 : À Deriva : Angela (Camilla Belle)
- 2009 : Tetro : Silvana (Silvia Pérez)
- 2010 : Tamara Drewe : Poppy Hardiment (Lola Frears)
- 2010 : Donne-moi ta main : la mariée (Dominique McElligott)
- 2011 : The Deep Blue Sea : Liz Jackson (Sarah Kants)
- 2011 : Oslo, 31 août : Mirjam (Kjærsti Odden Skjeldal)
- 2011 : Shame : Elizabeth (Elizabeth Masucci)
- 2013 : Her : Sexy Kitten (Kristen Wiig)
- 2014 : Mister Babadook : Claire (Hayley McElhinney)
- 2015 : Free Love : Carol Andree (Mary Birdsong)
- 2015 : Ex machina : Jade (Gana Bayarsaikhan)
- 2016 : Les Enquêtes du département V : Délivrance : Rakel (Amanda Collin)
- 2017 : HHhH : Lina Heydrich (Rosamund Pike)
- 2017 : L'Échappée belle : Jennifer Ward (Kirsty Mitchell)
- 2019 : L'Invraisemblable Légèreté d'Oscar (it) : Agata (Silvia D'Amico)
- 2022 : Tár : Gosia Proboz (Dorothea Plans Casal)
- 2023 : Sans filtre : Paula (Vicki Berlin)
- 2023 : Winter Break : l'infirmière (Rena Maliszewski)

#### Films d'animation
- 2009 : Yona, la légende de l'oiseau-sans-aile : mère de Chaley
- 2015 : Le Garçon et la Bête : la mère

### Télévision

#### Téléfilms
- 2012 : La Chartreuse de Parme : Cecchina (Barbara Ronchi)
- 2014 : La Poudre à prout du professeur Séraphin : la mère de Lise (Marian Saastad Ottesen (no))
- 2016 : Le Prix de l'infidélité : Mira (Miranda Frigon (en))
- 2016 : Assassinées de mère en fille : Jamie (Sarah Lind)
- 2016 : Un amour assassin : Lucia Annibalia (Cristina Capotondi)
- 2017 : Mon bébé, enlevé et adopté : Mme Burnett (Rachel York)
- 2018 : Je veux ton bébé... : Irene (Vanessa Reseland)
- 2018 : L'Amour sucré salé : Jessica (Kimberly Sustad)
- 2018 : Noël sur la route de Memphis : Alley Monroe (Surely Alvelo)
- 2018 : Dans les griffes de mon patient : Monica (Jade Harlow)
- 2018 : Les Noëls de ma vie : Lorianne (Sunita Prasad (en))
- 2019 : Une lycéenne diabolique : Sarah Hart (Krista Briges (en))
- 2019 : Passion orageuse : Paige (Diana Chrisman)
- 2021 : Les Lois de la frontière : Colette (Mabel del Pozo)
- 2023 : Dans la peau de ma fille : Mme Jenkins (Rhyn McLemore)

#### Séries télévisées
- Taylor Cole dans :
  - Les Experts : Miami (2011) : Samantha Owens
  - The Originals (2013) : Sofya

- 2003 : Mes plus belles années : Amy Fielding (Kristen Bell)
- 2006 : Dexter : Laura Moser (Sage Kirkpatrick)
- 2017 : Taboo : Zilpha Geary (Oona Chaplin)
- 2017 : Flash : Mina Chaytan (Chelsea Kurtz) (2e voix)
- 2017 : Maltese : Mariangela (Barbara Ronchi)
- 2018 : Escale fatale : Tia (Helen Behan)
- 2019 : Supergirl : Natalie Hawking (Michelle Krusiec)
- 2019 : Dirty John : Carrie (Marley Shelton)
- 2019 : Crazy Ex-Girlfriend : Zoe (Joanna Sotomura)
- 2019 : Manifest : Erika (Susan Pourfar)
- 2019 : Harry Bosch : Kathy Zelden (Avery Clyde)
- 2020 : Les Envolées : Mare (Mare Advertencia Lirika)
- 2020 : Outer Banks : Lana Grubbs (CC Castillo)
- 2020 : Bull : Jody Harper (China Shavers)
- 2020 : Thin Ice : Pipaluk (Kimmernaq Kjeldsen)
- 2020 : Coroner : Shanti Laghari (Paniz Zade)
- 2020 : Le Mystère Kendrick : Kate Kendrick (Anna Madeley)
- 2021 : Même pas la peine : Ms Jung (Jung Yi-Rang)
- 2021 : Clarice : ? ( ? )
- 2021-2023 : Dom : Paloma (Julia Konrad (pt)) (5 épisodes)

#### Séries d'animation
- 2021 : Queer Force : Terri

### Jeux vidéo
- 2024 : Dragon Age: The Veilguard : voix additionnelles